# Peter Bieri (polityk)
Peter Bieri (ur. 26 czerwca 1952 w Winterthur) – szwajcarski polityk.
W latach 1987–1994 zasiadał w radzie miejskiej Hünenbergu. Należy do Chrześcijańsko-Demokratycznej Partii Ludowej Szwajcarii. Od 1995 członek Rady Kantonów, w latach 2006–2007 jej przewodniczący.